# 河東純一
河東 純一（かとう じゅんいち、1946年〈昭和21年〉 - ）は、日本の国家公務員、書家。内閣府職員。号は峰城。総理府内閣総理大臣官房人事課辞令専門官、内閣府大臣官房人事課辞令専門官などを歴任した。

## 概要
茨城県出身。総理府にて辞令専門官などを務め、中央省庁再編後は内閣府に勤務した。官記、位記、辞令書などを揮毫した。内閣官房長官の小渕恵三が新元号を発表する際に掲げた「平成」の書を揮毫したことでも知られる。また、大東文化大学のロゴなども手掛けている。書家としての号は「蜂城」を名乗った。

## 来歴

### 生い立ち
茨城県にて生まれ育つ。大東文化大学第一高等学校在学中に書家を志し、毎晩100枚近く書き続けるなど修練を重ねた。同校卒業後は大東文化大学の文学部中国文学科に進学し、1969年（昭和44年）に卒業した。学生時代は、大東文化大学の教員だった永井暁舟や松井如流らの薫陶を受けた。

### 官界

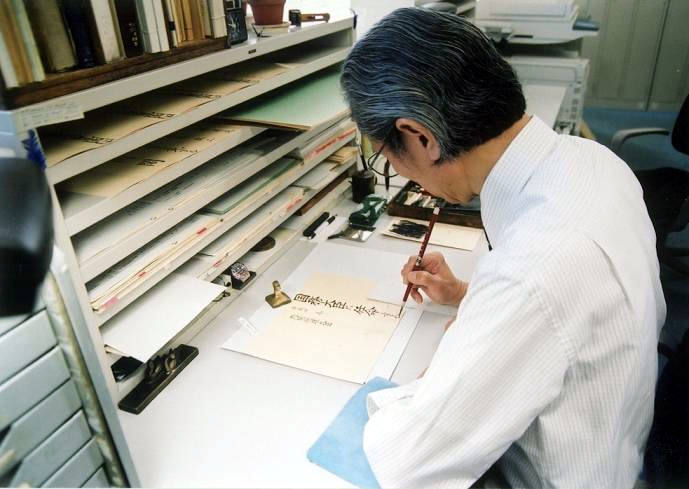
国務大臣の官記を浄書

1974年（昭和49年）12月より総理府（中央省庁再編後は、内閣府）に奉職した。総理府では内閣総理大臣官房の人事課辞令係に配属されて以来、同職を務め上げた。1980年（昭和55年）に前任者が退官したことから、後任の辞令専門官に就任した。辞令専門官として職務（親任官・認証官の「官記」作成など）に従事した。定年退官までの30数年間に、約20万枚以上の官記や位記、辞令書などを揮毫した。1989年（昭和64年）1月7日の改元に際しては、当時の総理大臣官邸の記者会見場で、内閣官房長官小渕恵三が掲げた『平成』の揮毫も担当した。
これまでの業績が認められ、2005年（平成17年）に第18回人事院総裁賞の個人部門を受賞した。人事院総裁賞選考委員会の審議の際には、河東が書いた辞令書の見本が届けられ、それを目にした委員全員が感嘆したと伝えられる。審議の結果、委員全員による満場一致で推薦が決定した。人事院総裁賞受賞時には、明仁天皇、美智子皇后に拝謁した。なお河東本人は受賞の内示を受けるまで賞の存在自体を知らず、突然の受賞に困惑したと語っている。

### 退官後
2007年（平成19年）3月31日付で退官した。退官後は埼玉県にて書道教室を主宰する。退官後も、河東の書はさまざまな場面で用いられている。一例として、総理大臣官邸では国外からの賓客に対して風呂敷を贈呈しているが、その風呂敷にも河東の書がデザインされている。また、官公庁以外では、母校である大東文化大学のロゴマークに、河東の書が用いられている。

## 人物

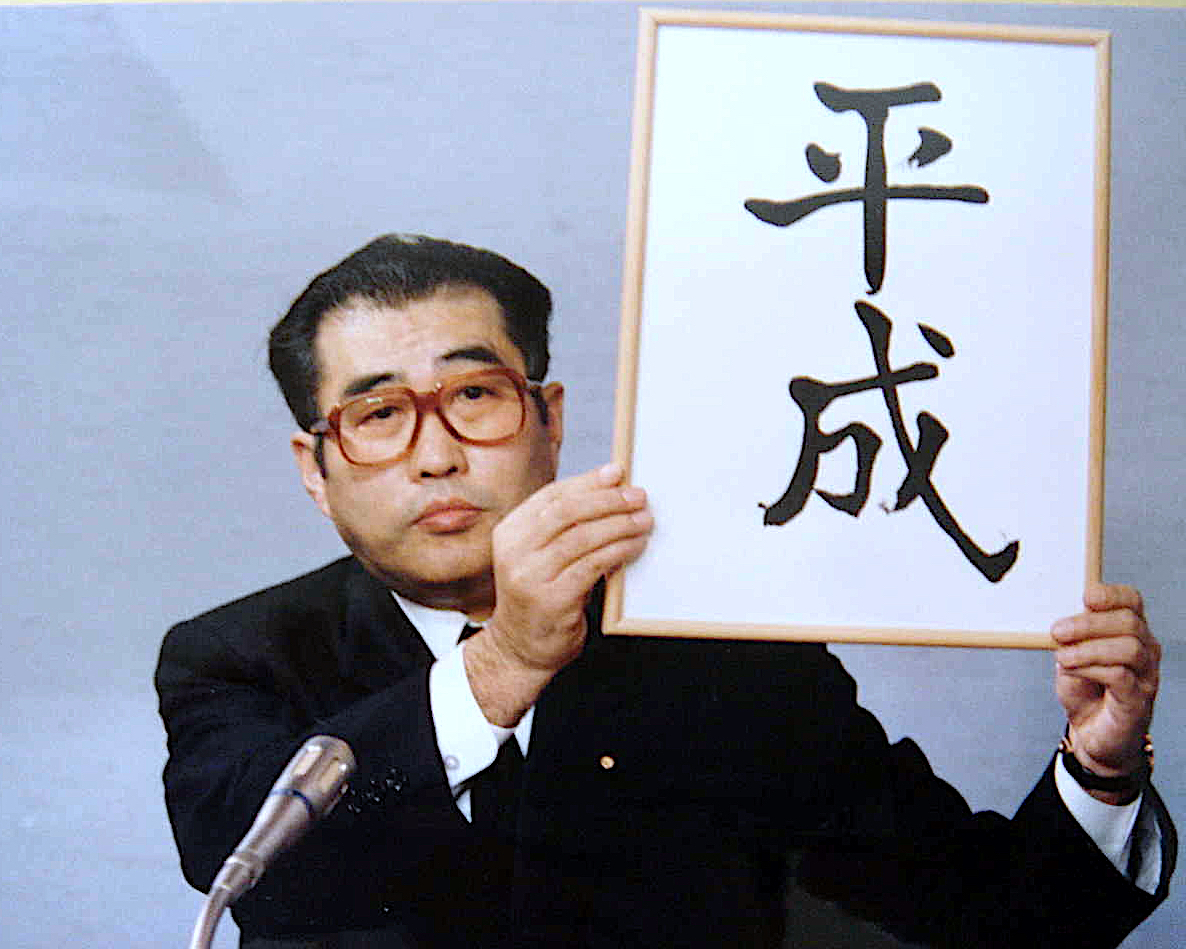
1989年1月7日、河東の書「平成」を掲げる内閣官房長官小渕恵三

『平成』の書
1989年（昭和64年）1月7日に内閣官房長官小渕恵三が掲げた『平成』の書を揮毫しているが、あのシーンの映像を目にする度に「展覧会場で自分の作品の前にじっと立ってはいられないように、自分の書を見るのは恥ずかしい」と感じている。なお、『平成』の書の出来については「42歳の時の書。あれはあれで良い」と感じている。
小渕恵三
小渕恵三の妻である小渕千鶴子から誘われ、2019年（平成31年）3月31日に初めて恵三の墓を訪れた。この墓参には恵三の長女である小渕暁子、恵三の下で内閣官房長官秘書官を務めた石附弘らも同行し、恵三の墓のある林昌寺だけでなく恵三の銅像があるツインプラザも訪問した。

## 略歴
- 1946年 - 茨城県にて誕生。
- 1969年 - 大東文化大学文学部卒業[5]。
- 1974年 - 総理府入府。
- 1980年 - 総理府辞令専門官。
- 2001年 - 内閣府辞令専門官。
- 2007年 - 内閣府退官[10]。

## 賞歴
- 2005年 - 人事院総裁賞個人部門[7]。